# マーク・ナウシーフ
マーク・ナウシーフ（Mark Nauseef、1953年6月11日 - ）は、ニューヨーク州コートランドに住んでいるドラマーにしてパーカッショニスト。イアン・ギラン・バンドのメンバーとして過ごし、ブライアン・ダウニーが短期間ながら脱退したとき一時的にシン・リジィと一緒に演奏するなど、1970年代のロック音楽に至るまで、さまざまなキャリアを楽しんできた。最近では幅広い音楽スタイルに対応し、世界中の著名なミュージシャンたちと共演している。 

## 略歴
ナウシーフは1972年にヴェルヴェット・アンダーグラウンドのツアー・メンバーとしてイギリスでの短いツアーに同行した後、1975年の初めにロニー・ジェイムス・ディオが率いるエルフに加わったが、グループはその後まもなくして解散した。エルフのキーボード奏者であったミッキー・リー・ソウルを伴って、ナウシーフは元ディープ・パープルの歌手イアン・ギランによる彼の新しいフュージョン・グループ、イアン・ギラン・バンドに加わった。3枚のアルバムを発表後、ギランは1978年にグループを解散した。ナウシーフはシン・リジィのドラマーであるブライアン・ダウニーの代わりに2度の世界ツアーを行い、その後、ゲイリー・ムーアの短命バンド、G-Forceに参加した。
1980年代に、ナウシーフはロック音楽から、ジャワやバリのガムラン、インドやガーナを起源とする音楽など、さまざまなスタイルに移行した。いくつかのソロ・アルバムをリリースし、さまざまなプロジェクトで他の多くのミュージシャンと協力してきた。
ナウシーフは、ヨアヒム・キューン、ゲイリー・ムーア、ジャック・ブルース、ビル・ラズウェル、グレン・ヒューズ、ラビ・アブ・カリル、トリロク・グルトゥ、スティーヴ・スワロウ、L.シャンカール、ハムザ・エル・ディーン、ヴェルヴェット・アンダーグラウンド、ジョエル・レアンドレ、イクエ・モリ、ロニー・ジェイムス・ディオ、マルクス・シュトックハウゼン、Kyai Kunbul（ジャワのガムラン奏者）、アンディ・サマーズ、トニー・オクスレイ、トーマス・スタンコ、ケニー・ホイーラー、エドワード・ヴェサラの「サウンド・アンド・フューリー」、テルマ・ヒューストン、デヴィッド・トーン、The Ladzekpo Brothers（ガーナの音楽とダンス）、チャーリー・マリアーノ、The Gamelan Orchestra of Saba（バリのガムラン）、クツィ・エルグネル、フィル・ライノット、ジョージ・ルイス、エヴァン・パーカー、ルー・ハリソンなどのアーティストと共演および/またはレコーディングを行っている。これらのプロジェクトのほとんどを通して、ナウシーフはワルター・クインタスと協力してきた。
ナウシーフはカリフォルニア芸術大学に通い、K.R.T. Wasitodiningratからジャワのガムランを、I Nyoman Wentenからバリのガムランを、Pandit Taranath Raoから北インドのパカワジのドラミングを、Pandit Amiya Dasguptaから北インドの音楽理論を、KoblaとAlfred Ladzekpoからガーナの太鼓とダンスを、Dzidzorgbe LawluviとC.K. Ganyoから20世紀の西洋のパーカッション・テクニックを、ジョン・ベルガモからハンドドラムを学んだ。また、中東、インド、コーカサスのフレームドラムの技術についてグレン・ヴェレズに師事した。ナウシーフが非常に創造的で生産的な関係を深めるようになり始めたのもカリフォルニア芸術大学であり、それは音楽的な「分身」であるギタリストのミロスラフ・タディッチとともに今日まで続いている。彼らは一緒に、デュオから世界中のミュージシャンたちとの大規模なアンサンブルまで、幅広い音楽を作曲、録音、プロデュースしてきた。
ナウシーフは音楽プロデューサーとしても功績を残している。自身のレコーディングに加えて、現代の実験的な形式から伝統的な形式までを含む様々なタイプの音楽に関する多くのレコードをプロデュースしてきた。伝統音楽のプロデュースには、ジャワで録音され、Wasitodiningratの作曲による作品をフィーチャーし、高く評価され、受賞歴のある『The Music of K.R.T. Wasitodiningrat』など、伝統的なバリ音楽とジャワ音楽の多数の録音が含まれている。他の例としては、バリで録音されたバリのアンサンブルによる録音『Gamelan Batel Wayang Ramayana』『Gender Wayang Pemarwan』がある。これらの録音やその他のインドネシア音楽の多くは、CMP3000「ワールド・シリーズ」のためにクルト・レンケルとワルター・クインタスのプロデュース・チームと共にプロデュースされた。ナウシーフが設立に尽力した「ワールド・シリーズ」は、CMPのオーナー兼プロデューサーであるクルト・レンケルにより設立され、インド、トルコ、韓国、インドネシアなど、さまざまな非西欧諸国からのレコーディングをプロデュースしている。

## ディスコグラフィ

### リーダー・アルバム
- Information (1981年) ※Information名義。with ヨアヒム・キューン、ジョージ・コックベック
- 『パーソナル・ノート』 - Personal Note (1982年) ※with ヨアヒム・キューン、トリロク・グルトゥ、ヤン・アッカーマン、デトレフ・バイアー
- 『SURA』 - Sura (1983年) ※with ヨアヒム・キューン、マルクス・シュトックハウゼン、トリロク・グルトゥ、デトレフ・バイアー、デヴィッド・トーン
- 『ワン・ワン』 - Wun Wun (1983年) ※with ジャック・ブルース、トリロク・グルトゥ
- 『ダーク』 - Dark (1986年) ※ダーク名義
- 『タムナ・ヴォーダ』 - Tamna Voda (1989年) ※ダーク名義。with L. シャンカール、デヴィッド・トーン
- Bracha (1989年) ※with ミロスラフ・タディッチ、デヴィッド・フィリップソン、ジョン・ベルガモ
- 『レッツ・ビー・ジェネラウス』 - Let's Be Generous (1991年) ※with ヨアヒム・キューン、トニー・ニュートン、ミロスラフ・タディッチ
- 『スネイク・ミュージック』 - The Snake Music (1994年) ※with ミロスラフ・タディッチ
- With Space in Mind (1994年) ※ソロ・パーカッション
- 『故郷』 - The Old Country (1996年) ※with ミロスラフ・タディッチ、ハワード・レヴィ
- 『スティル・ライト』 - Still Light (For Paracelcus) (1997年) ※with ミロスラフ・タディッチ、マルクス・シュトックハウゼン
- Loose Wires (1997年) ※with ミロスラフ・タディッチ、ミシェル・ゴダール
- Venus Square Mars (2000年) ※with デヴィッド・フィリップソン、ハムザ・エル・ディーン
- Gazing Point (2002年) ※with クツィ・エルグネル、マルクス・シュトックハウゼン
- Evident (2004年) ※with ジョエル・レアンドレ
- Snakish (2005年) ※with ワダダ・レオ・スミス、ミロスラフ・タディッチ、ワルター・クインタス、カチャ・クインタス
- Albert (2006年) ※with イクエ・モリ、ワルター・クインタス、シルヴィー・クルボアジェ
- No Matter (2008年) ※with ビル・ラズウェル、マルクス・シュトックハウゼン、クツィ・エルグネル
- Near Nadir (2011年) ※with イクエ・モリ、エヴァン・パーカー、ビル・ラズウェル
- 『スペーシズ&スフィアーズ〜直観的な音楽』 - Spaces & Spheres (2013年) ※with ステファノ・スコダニッビオ、タラ・バウマン、ファブリツィオ・オッタヴィウッチ、マルクス・シュトックハウゼン
- As The Wind (2016年) ※with エヴァン・パーカー、トマ・ゴーバンド
- All In All In All (2018年) ※with アルトゥール・ヤルヴィネン、トニー・オクスレイ、パット・トーマス、シルヴィー・クルボアジェ、ワルター・クインタス、ビル・ラズウェル、ミロスラフ・タディッチ

### 参加アルバム
ジャック・ブルース
- 『クエスチョン・オブ・タイム』 - A Question of Time (1989年)
- 『サムシン・エルス』 - Somethin Els (1993年)
- The Jack Bruce Collector's Edition (1996年)
- Can You Follow? (2008年) ※コンピレーション

ヴェルヴェット・アンダーグラウンド
- Final V.U. 1971-1973 (2001年) ※ディスク3のみ

エルフ
- 『バーン・ザ・サン』 - Trying to Burn the Sun (1975年)

イアン・ギラン・バンド
- 『チャイルド・イン・タイム』 - Child In Time (1976年)
- 『鋼鉄のロック魂』 - Clear Air Turbulence (1977年)
- 『魔性の勇者』 - Scarabus (1977年)
- 『ライヴ・イン・ジャパン』 - Live At The Budokan (1978年)

シン・リジィ
- The Boys Are Back in Town: Live in Australia (1978年)

G-Force
- G-Force (1979年) ※with ゲイリー・ムーア、トニー・ニュートン、ウィリー・ディー

フィル・ライノット
- 『ソロ・イン・ソーホー』 - Solo in Soho (1981年)
- 『ザ・フィリップ・ライノット・アルバム』 - The Philip Lynott Album (1982年)

その他
- コリン・タウンズ : Full Circle (1978年)
- ヨアヒム・キューン : 『ナイトライン・ニューヨーク』 - Nightline New York (1981年) ※with マイケル・ブレッカー、ビリー・ハート、ボブ・ミンツァー、エディ・ゴメス
- ヨアヒム・キューン : I'm Not Dreaming (1983年)
- デュージャン・ボグダノビッチ : Keys To Talk By (1992年)
- ラビ・アブ・カリル : The Sultan's Picnic (1984年)
- ヤドランカ : 『ベイビー・ユニバース』 - Baby Universe (1996年)
- ラビ・アブ・カリル : Odd Times (1997年)
- シルヴィー・クルボアジェ : OCRE (1996年)
- シルヴィー・クルボアジェ : Birds Of A Feather (1997年)
- クツィ・エルグネル : Ottomania (1999年)
- ジョン・ロード : 『スペインの哀愁』 - Sarabande (1999年)
- クツィ・エルグネル : Islam Blues (2001年)
- ジョエル・レアンドレ : At The Le Mans Jazz Festival (2006年)
- レイモンド・セラー : Orte (2008年)
- デイヴ・リーブマン & ワルター・クインタス : Air (2011年)
- Various Artists : Aspiration (2011年) ※with アリス・コルトレーン、カルロス・サンタナ、クツィ・エルグネル、ザキール・フセイン、ファラオ・サンダース
- スーザン・ディヒム : City Of Leaves (2011年)
- マシュー・ライト : Locked Hybrids (2020年)

### 映像作品
- Kibyoshi ※イクエ・モリ with 巻上公一 (2011年) ※黄表紙プロジェクトの映像化作品
- Unlimited 23 (2011年) ※ライブ with イクエ・モリ、シルヴィー・クルボアジェ、内橋和久、巻上公一、ロッテ・アンカー、マヤ・ラヒェ、ジーナ・パーキンス、デヴィッド・ワトソン、ピーター・エヴァンス
- 『ジュリア・幽霊と遊ぶ女』 - The Haunting of Julia (1976年) ※映画。オリジナル・タイトルは『Full Circle』。ミア・ファロー、キア・デュリア、トム・コンティ出演。コリン・タウンズ作曲
- Live At The Rainbow (1984年) ※イアン・ギラン・バンド・ライブ